# Hidrostatični test
Hidrostatični test je visokotlačno testiranje cevovodov, plinovodov, zalogovnikov itd. Z njim lahko preverimo vzdržljivost in neprepustnost testiranega predmeta. Testiranje poteka tako, da želen element (cevovod, plinovod, zalogovnik,...) napolnimo s tekočino - običajno vodo, ki jo stisnemo v predmet pod visokim tlakom. Ko dosežemo želeni tlak, zapremo dovod in na manometru opazujemo padanje le tega. V primeru padanja nam to pove, da element ne tesni. Lokacija netesnosti je običajno enostavno določena pri vizualnem pregledu elementa. Pomagamo si lahko tudi tako, da tekočino obarvamo. Vzdržljivost testiramo z merjenjem trajnostne deformacije elementa. Hidrostatični test je najbolj pogost način testiranja visokotlačnih elementov in je uporabljen po celem svetu, prav tako omogoča stalen nadzor nad kvaliteto visokotlačnih elementov. Vsak na novo proizveden element mora prestati ta test, da lahko dobi ustrezno potrdilo o izpravnosti. Posebno pozornost na kvaliteto visokotlačnih elementov se posveča tam, kjer se te uporabljajo v transportu (cisterne, visokotlačne plinske posode, itd.), saj lahko v primeru neizpravnosti eksplodirajo.